# Georges-Aribert d'Anhalt-Dessau
Georges-Aribert d'Anhalt-Dessau (Dessau, 3 juin 1606 – Wörlitz, 14 novembre 1643), est un prince allemand de la Maison d'Ascanie et (titulaire) souverain de la principauté d'Anhalt-Dessau.
Il est le sixième fils de Jean-Georges Ier d'Anhalt-Dessau, mais le quatrième fils, né de sa seconde épouse Dorothée, fille de Jean-Casimir du Palatinat. En fait, il est le deuxième et dernier fils de Jean-Georges et Dorothée qui survit à l'âge adulte; deux de ses frères, Frédéric-Maurice et Henri Waldemar, sont morts en bas âge.

## Biographie
Après la mort de son père en 1618, Georges Aribert est mis sous la garde de son frère aîné Jean-Casimir d'Anhalt-Dessau. Nominalement, le jeune prince est co-dirigeant avec son frère, mais il n'a jamais pris la partie réelle dans le gouvernement de Dessau.
En 1619, Georges Aribert est accepté par son oncle Louis d'Anhalt-Köthen dans la Société des fructifiants. L'orange amère est choisie comme son emblème.
Georges Aribert accomplit un service militaire dans l'armée impériale, avec Christoph Albrecht von Zanthierfrom 1625 à 1629.
Après treize années de "co-gouvernement" entre lui et Jean-Casimir, un traité est signé le 28 janvier 1632 qui divise les territoires d'Anhalt-Dessau; Georges Aribert prend possession de quelques endroits: Wörlitz (qu'il choisit comme lieu de résidence), Radegast, et Kleutsch.

## Mariage et descendance
Autour de 1632, George Aribert décide de se marier avec Jeanne Élisabeth von Krosigk, de vieille noblesse et de la fille de Christoph von Krosigk, "Cammerrath, Marschall und Hauptmann en Diensten" à la cour de son frère Jean-Casimir.
Cette décision engendre de nombreuses difficultés avec ses parents, qui sont totalement contre cette union. Cependant, le 10 février 1637, ils concluent finalement un accord formel pour accepter l'union morganatique.
Selon les termes du contrat, l'épouse du prince pourrait obtenir tous les droits d'une épouse légitime, mais elle est maintenue dans son rang en tant que membre de l'ancienne noblesse, sans élévation au rang de prince. Georges Aribert permet également de ne pas demander à l'empereur d'élever son statut.
Les enfants du mariage sont nobles seulement, et portent le nom de "von Aribert"; ils sont privés des droits princiers et exclus de la succession d'Anhalt. Ils reçoivent cependant certaines domaines ainsi qu'une pension de 45 000 Thalers. Les États (Landstände) d'Anhalt-Dessau confirment le contrat le lendemain, et promet de ne jamais reconnaître quiconque est exclu par le contrat au titre de prince ou de princesse.
Un mois plus tard, le 7 mars 1637, Georges Aribert épouse Jeanne Élisabeth. Ils ont cinq enfants, :
1. Sophie von Aribert (comtesse de Bähringen le 6 février 1671) (1637 - Wülknitz, 23 mai 1695), mariée le 3 décembre 1682 à Gebhard Siegfried Edler von Plotho und Engelmünster (mort à Hanau, 31 août 1689).
2. Dorothée Ariberte von Aribert (16 octobre 1639 - Wörlitz, 3 mai 1661).
3. Christian Aribert von Aribert (comte de Bähringen, Seigneur de Waldersee et Radegast le 6 février 1671) (mort à Coblence, 14 juillet 1677).
4. Éléonore von Aribert (comtesse de Bähringen le 6 février 1671) (Wörlitz, 16 mai 1642 - Baruth, 27 août 1677), mariée le 4 mai 1675 à John George III, Comte de Solms-Baruth.
5. Jeanne von Aribert (d. Wörlitz, Novembre 1660).

Georges Aribert est décédé à l'âge de trente-sept ans et toutes ses terres retournent à Anhalt-Dessau.
Néanmoins, quelques années plus tard (en 1660), son fils Christian Aribert écrit à son cousin Jean-Georges II d'Anhalt-Dessau (fils de Jean-Casimir) pour contester la validité des contrats et revendiquer le rang de prince d'Anhalt. L'empereur publie un rescrit pour les princes d'Anhalt en 1661, où il affirme qu'il veut faire respecter le contrat, mais ne peut pas refuser de rendre justice à Christian Aribert.
En fin de compte, le duc Ernest Ier de Saxe-Gotha offre sa médiation, et un accord est conclu le 6 février 1671 avec les princes d'Anhalt. L'accord donne à Christian Aribert le titre de "Comte de Bähringen, Seigneur de Waldersee et Radegast," et lui permet de se titrer lui-même "Légitime et seul fils de Prince George Aribert d'Anhalt." Pour les armes, il est autorisé à utiliser le traditionnel ours d'Anhalt empalant Waldersee. Ses deux sœurs survivantes Sophie et Éléonore sont créés "comtesses de Bähringen."
Aucune opposition n'est faite à son élévation au rang de prince, tant qu'il n'est pas prince d'Anhalt. Dans le cas de l'extinction de l'ensemble de la Maison d'Anhalt dans toutes les lignées mâles, il n'y aurait pas d'opposition à sa lignée mâle légitime pour faire une réclamation auprès de la principauté. Cependant, Christian Aribert meurt, célibataire et sans enfants, en 1677 ; ses deux sœurs se sont mariées à un âge avancé et sont mortes sans enfants.